# Las Palmas de Gran Canaria
Las Palmas de Gran Canaria je španjolski grad, glavni grad Gran Canarije, trećeg najvećeg otoka u sastavu otočne skupine Kanara u Atlantskom oceanu, 210 kilometera ispred sjeverozapadne obale Afrike. Glavni je grad provincije Las Palmas i jedan je od dva glavna grada španjolske autonomne zajednice Kanari (drugi je Santa Cruz de Tenerife).

## Stanovništvo
Grad je 2005. godine imao 378.628 stanovnika. Najveći je grad Kanarskih otoka.

## Povijest grada
Grad je 24. lipnja 1478. utemeljio Juan Rejón zajedno s kastiljskom vojskom, nakon borbe s lokalnim domorocima. 1492. godine Kristofor Kolumbo zastao je u gradu na svom prvom putu prema Americi. Danas se u gradu nalazi muzej nazvan po njemu.
Las Palmas je danas kozmopolitski grad. S ugodnom tropskom klimom, značajno je svjetsko turističko odredište.